# Governació de Tozeur
La governació o wilaya de Tozeur (àrab: ولاية توزر, wilāyat Tūzar) és una divisió administrativa de primer nivell de Tunísia situada a la part sud del país, a la regió natural del Djerid, que dona nom al llac salat Chott el Djerid. Limita amb les governacions de Gafsa, al nord-est, i de Kébili, al sud-est, i amb la frontera algeriana, al nord-oest.
Té una superfície de 5.592,9 km² i una població aproximada de 101.300 habitants l'any 2008 (98.500 l'any 2005). La capital n'és la ciutat de Tozeur.

## Economia
El territori té principalment una activitat agrícola, amb explotació dels dàtils de la millor qualitat, de la varietat Deglet Nour, i també llegums.
El turisme hi ha arribat els darrers anys i s'ha desenvolupat ràpidament amb una capacitat de 5.600 llits i 40 hotels. Les zones més visitades són els palmerars, els oasis de muntanya i algunes cascades de desert, i els viatges en 4x4 pels xots (llacs secs, parcialment salats) i per les dunes a l'entorn del lloc on es va rodar la pel·lícula La guerra de les Galàxies de la que el decorat, en mal estat, es conserva al lloc.
El 32% de la població treballa al turisme o serveis i només el 21% a la pagesia; un 24% treballa per l'administració.
La indústria s'hi està desenvolupant i ja disposa de sis zones industrials (dues a Nefta, tres a Tozeur i una a Deguèche).
L'aigua subterrània hi és abundosa i s'hi han fet més de 1.700 pous.

## Infraestructures
Disposa d'un aeroport internacional, a Tozeur, conegut com a aeroport de Tozeur-Nefta.

## Organització administrativa
La governació fou creada el maig de 1980 per segregació de la governació de Gafsa.
El seu codi geogràfic és 62 (ISO 3166-2:TN-12).

### Delegacions
Està dividida en cinc delegacions o mutamadiyyes i 36 sectors o imades:
- Tozeur (62 51)
  - Masghouna (62 51 51)
  - Ez-Zebda (62 51 52)
  - El Habaïla (62 51 53)
  - El Haouadef (62 51 54)
  - El Keitna (62 51 55)
  - Ras Drâa-Helba (62 51 56)
  - El Ezdihar (62 51 57)
  - Cité l’aeroport (62 51 58)
  - Ech-Chabia (62 51 59)
  - EL-Hadher (62 51 60)
- Degach (62 52)
  - Degach Nord (62 52 51)
  - Degach Sud (62 52 52)
  - Sebâa Abar (62 52 53)
  - El Mahassen (62 52 54)
  - Bou Helal (62 52 55)
  - El Hamma (62 52 56)
  - Chakmou (62 52 57)
  - Dghoumès (62 52 58)
  - En-Namlat (62 52 59)
- Tameghza (62 53)
  - Tameghza (62 53 51)
  - Chebika (62 53 52)
  - Midas (62 53 53)
  - Aïn El Karma (62 53 54)
  - Foum El Khangua (62 53 55)
  - Er-Remitha (62 53 56)
- Nefta (62 54)
  - Chafaï Ech-Cherif (62 54 51)
  - 1er Juin (62 54 52)
  - El Ouaha (62 54 53)
  - Es-Seni (62 54 54)
  - El Ayoun (62 54 55)
  - Ettahrir (62 54 56)
  - El-Assil (62 54 57)
  - El Khadar Ben Houssine (62 54 58)
- Hezoua (62 55)
  - Hazoua (62 55 51)
  - Hattem (62 55 52)
  - Ain Ouled El Ggerissi (62 55 53)

### Municipalitats
Està dividida en cinc municipalitats o baladiyyes:
- Tozeur (62 11)
- Deguech (62 12)
- Hamet Jerid (62 13)
- Nefta (62 14)
- Tameghza (62 15)
- Hazoua (62 16)